# Faro de Torsvåg
El Faro de Torsvåg (en noruego: Torsvåg fyr) es un faro situado en el municipio de Karlsøy en el condado de Troms, Noruega. El faro se encuentra en el pueblo de Torsvag en una pequeña isla conectada a la isla principal de Vannøya por una pequeña calzada. El faro fue encendido por primera vez en 1916, automatizado en 1986, y no ha tenido un guardián en el faro en el lugar desde 2006. 
El faro en la parte superior de una torre de 9,6 metros (31 pies) de alto, parpadea con una luz blanca, roja o verde dependiendo de la dirección, ocultándose una vez cada 6 segundos. La luz puede ser vista a un máximo de 16,5 millas náuticas (30.6 km; 19.0 millas).